# BranchCache
Microsoft BranchCache ist eine Technik (Feature) zur Optimierung der Übertragung von Inhalten über Wide Area Networks (WAN) (siehe WAN-Optimierung), die erstmals in Windows Server 2008 R2 und Windows 7 implementiert wurde. Sie erlaubt es, Inhalte von Datei-, Remote- und Webservern in einem WAN auf lokalen Workstations (Clients) und Servern zu cachen. Dies kann den Netzwerkverkehr reduzieren und die Zugriffsgeschwindigkeit auf Inhalte erhöhen.
Voraussetzungen für die Nutzung von BranchCache:
- Windows Server 2008 R2
- Windows 7 Enterprise
- Windows 7 Ultimate
- Windows 8 Enterprise

Microsoft BranchCache unterstützt zwei Arten (Modi) der Zwischenspeicherung. Im Gehosteten (Hosted) Cache Mode werden die Daten von einem zentralen Server im LAN verwaltet, während im Verteilten (Distributed) Cache Mode die Workstations das in Form eines Peer-to-Peer-Netzwerkes selbst übernehmen. Im Vergleich zu Verteilter Cache bietet der Modus Gehosteter Cache eine höhere Cacheverfügbarkeit, da die Inhalte auch dann zur Verfügung stehen, wenn der Client, der die Daten ursprünglich angefordert hat, offline ist. Zudem funktioniert der gehostete Cache subnetzübergreifend und verringert den Multicast-Datenverkehr im lokalen Netzwerk.

## Merkmale und Vorteile
- Unterstützung häufig verwendeter Protokolle wie HTTP, HTTPS, SMB, signiertes SMB und BITS
- Bietet Kompatibilität mit Ende-zu-Ende-Sicherheitsprotokollen wie SSL (TLS) und IPsec
- Unterstützt Ende-zu-Ende-Verschlüsselung zwischen Clients und Servern
- Optimiert den Datenverkehrsfluss zwischen Windows-Clients und -Servern
- Bleibt transparent für den Benutzer
- Verschlüsselt zwischengespeicherte Inhalte
- Es unterstützt IPv4 und IPv6